# Bezirk Sesana
Der Bezirk Sesana (italienisch, auch Sessana, slowenisch: Sežana, deutsch (veraltet): Zizan) war ein Politischer Bezirk in der Gefürsteten Grafschaft Görz und Gradisca.
Der Gerichtsbezirk umfasste Gebiete in der heutigen, slowenischen Region Obalno-kraška an der Staatsgrenze zu Italien und wurde nach dem Ersten Weltkrieg ein Teil Italiens. Nach dem Zweiten Weltkrieg gelangte das Gebiet an Jugoslawien.

## Geschichte
Die modernen, politischen Bezirke der Habsburgermonarchie wurden 1868 im Zuge der Trennung der politischen von der judikativen Verwaltung geschaffen. Der Bezirk Sesana wurde 1868 aus den Gerichtsbezirken Sesana und Comen gebildet.
1869 hatten 27.142 Personen im Bezirk gelebt, 1880 beherbergte der Bezirk 27.167 Einwohner, bis 1890 stieg die Einwohnerzahl nur geringfügig auf 28.298 Menschen an. Der Bezirk Sesana umfasste 1910 eine Fläche von 471,95 km² und beherbergte eine Bevölkerung von 30.461 Personen. Von den Einwohnern hatten 29.497 Slowenisch als Umgangssprache angegeben. Weiters lebten im Bezirk 146 Deutschsprachige, 475 Italienischsprachige und Anderssprachige oder Staatsfremde. Zum Bezirk gehörten zwei Gerichtsbezirke mit insgesamt 31 Gemeinden.